# Воздушные сражения на Кубани (1943)
Воздушные сражения на Кубани — серия крупномасштабных боёв советской авиации с люфтваффе в апреле — июне 1943 года над низовьями реки Кубань, Таманским полуостровом и Новороссийском с целью захвата стратегического господства в воздухе над плацдармом немецких войск на Кубани.
В советской историографии рассматривается как составная часть битвы за Кавказ.
Превосходство советской стороны в сухопутных войсках немецкое командование рассчитывало компенсировать за счёт авиации, которой на тот момент на том участке фронта было в избытке. В ответ на это штабом фронта был разработан план авиационного наступления, которым предусматривалось, завоевав господство в воздухе, поддержать действия сухопутных войск. Всего в сражениях с обеих сторон участвовало более двух тысяч самолётов. Ожесточённые воздушные бои длились непрерывно многие часы с широким наращиванием сил с обеих сторон, в отдельные дни проводилось до 50 групповых воздушных боёв с участием 50—100 самолётов с каждой стороны. В результате советская авиация завоевала господство в воздухе на данном участке советско-германского фронта.

## Предшествующие события
В результате окружения и последующей ликвидации сталинградской группировки противника сложилась благоприятная обстановка для проведения успешного наступления советских войск на Северном Кавказе. Замысел операции заключался в том, чтобы согласованными ударами войск Южного и Закавказского фронтов с северо-востока, юга и юго-запада окружить и разгромить главные силы группы армий «А», не допустив её отхода с Северного Кавказа.
Немецкое командование, стремясь избежать охвата, начало отвод своих частей: 1-я танковая армия отступала к Ростову, а 17-я армия на Кубань, где к февралю 1943 года заняла прочную оборону на хорошо оборудованных позициях. Противник создал мощную оборону с использованием выгодной местности — плавней рек Кубань, Адагум и Вторая. Особенно сильно был укреплён участок фронта, проходивший по местности от побережья Чёрного моря в районе Новороссийска до станицы Крымская. Почти все высоты и населённые пункты превращались в опорные пункты и узлы сопротивления, наиболее мощным из которых являлась станица Крымская. В советской и российской историографии и литературе этот рубеж широко известен под наименованием «Голубая линия», а в немецкой — Линия «Голова гота» (нем. Gotenkopf). Кубанский плацдарм рассматривался Гитлером, как трамплин для будущих операций на Кавказе. Численность группировки немецко-румынских войск, оставленных на Кубани, составляла более 400 тысяч человек.
Снабжение плацдарма осуществлялось из Крыма через Керченский пролив. Ежесуточная потребность составляла 1270 тонн грузов. Морские перевозки осуществлялась силами быстроходных десантных барж, паромов «Зибель» и десантных катеров. Также был организован «воздушный мост» при помощи военно-транспортной авиации. Помимо этого, через пролив была построена подвесная канатная дорога и начато строительство железнодорожного моста и нефтепровода.
В течение февраля — марта 1943 года советские войска предпринимали неоднократные попытки ликвидировать кубанскую группировку противника. Войска Северо-Кавказского фронта (командующий генерал-полковник И. И. Масленников) в 1,5 раза превосходили врага по пехоте, танкам и несколько меньше по артиллерии. 

4 февраля 1943 в районе Новороссийска был высажен морской десант, которому удалось захватить небольшой плацдарм на мысе Мысхако, получивший известность как Малая земля. 

12 февраля войсками Северо-Кавказского фронта был освобождён Краснодар. Затем, в течение месяца, сумели продвинуться на 50—60 километров западнее Краснодара, прорвав первую линию обороны противника.
16 марта 1943 года советские войска перешли к обороне.

## Планы сторон
Действия авиации противоборствующих сторон были тесно увязаны с ходом войсковых операций, так как основной задачей была поддержка наземных войск.

### СССР
С целью высвободить задействованные на данном участке советские войска, Ставка Верховного Главнокомандования требовала очистить таманский плацдарм до начала летней кампании. Советское командование решало в этих сражениях задачи завоевания господства в воздухе на южном крыле советско-германского фронта и создания наиболее благоприятных условий для проведения наступательных операций сухопутных войск на Таманском полуострове. В конце марта Генеральным Штабом и штабом Северо-Кавказского фронта был разработан план наступления с целью прорыва немецкой обороны и ликвидации плацдарма. В соответствии с ним, главный удар наносился силами 56-й армии в районе станицы Крымская, где был сосредоточен узел коммуникаций на Кубани. Через неё проходили основные железнодорожные и грунтовые магистрали на Новороссийск, Анапу, Тамань и Темрюк.
Поэтому, с 18 апреля 1943 года контроль за проводимой операцией начал осуществлять заместитель Верховного Главнокомандующего Маршал Советского Союза Г. К. Жуков. Оперативное руководство соединениями авиации и флота осуществляли главнокомандующий ВВС маршал авиации А. А. Новиков и нарком ВМФ СССР адмирал Н. Г. Кузнецов.
Перед советской авиацией были поставлены следующие задачи: завоевать господство в воздухе, обеспечить прикрытие сухопутных войск, поддержать с воздуха наступление Северо-Кавказского фронта. Штабом ВВС фронта, впервые в Великой Отечественной войне, был разработан план авиационного наступления, которым предусматривалось: завоевав господство в воздухе, бомбардировочно-штурмовыми ударами уничтожить живую силу, артиллерию и узлы обороны противника, способствуя продвижению советских войск. Данный план был утверждён представителями Ставки — Маршалом Советского Союза Г. К. Жуковым и маршалом авиации А. А. Новиковым. В ходе сражения советское командование в ответ на действия противника стало срочно наращивать численность своей авиационной группировки. Таким образом, очень быстро масштабы и задачи воздушного сражения далеко превзошли первоначальные локальные цели обеих сторон и приняли характер битвы на уничтожение наиболее хорошо подготовленных авиационных группировок противника в преддверии решающих сражений летней кампании 1943 года.

### Германия
Перед командованием группы армий «А» была поставлена задача удержать кубанский плацдарм до изменения общей обстановки на фронте в пользу Германии. Необходимость обороны плацдарма диктовалась как политическими, так и военными причинами. Действовавшая на Кубани 17-я армия вермахта включала три немецких корпуса и один румынский. Придерживаясь в целом оборонительной стратегии, командующий армией генерал-полковник Р. Руофф принял решение провести в апреле 1943 года частную наступательную операцию с целью ликвидации советского плацдарма на мысе Мысхако. Для осуществления данной операции, получившей кодовое наименование «Нептун», была создана «группа Витцель» (нем. «Gruppe Witzel»), состоящая из четырёх дивизий.
Поскольку превосходство в сухопутных войсках оставалось за советской стороной, недостаток своих войск немецкое командование рассчитывало компенсировать за счёт авиации. По окончании боевых действий в районе Харькова на аэродромы Крыма и Тамани были переброшены основные ударные силы 4-го воздушного флота: эскадры пикирующих и тактических (фронтовых) бомбардировщиков. В качестве основной задачи была поставлена поддержка немецко-румынской группировки в оборонительных и наступательных боях. Так, сроки штурма «Малой земли» дважды переносились из-за невозможности использования авиации в нелётную погоду. Большое значение имела также организация воздушного снабжения плацдарма. Оставшиеся после неудачной попытки снабжения окружённой группировки под Сталинградом транспортные эскадры были пополнены техникой и личным составом и перебазированы на аэродромы Крыма, а также в Херсон. Командование транспортной группировкой в составе 180 самолётов было возложено на штаб 8-го воздушного корпуса.
По оценке советского командования, к началу операции немецкая сторона сосредоточила на аэродромах Северного Кавказа и Крыма до 370 бомбардировщиков, около 250 истребителей, около 50 самолётов-разведчиков и до 200 транспортных самолётов, всего около 670 машин; в отдельные периоды сражения за счёт привлечения авиации с территории Украины противник мог наращивать свою мощь до 1200 самолётов.

## Состав и силы сторон

### СССР
В разделе приведена расстановка сил советской авиации, участвовавших в боевых действиях на Кубани с 1 апреля по 10 июня 1943 года.
ВВС Северо-Кавказского фронта — генерал-майор К. А. Вершинин, а с 24 апреля 1943 года — под оперативным руководством маршала авиации А. А. Новикова.
- 4-я воздушная армия — генерал-майор Н. Ф. Науменко, с 24 апреля 1943 года генерал-лейтенант К. А. Вершинин[19]:

- 216-я смешанная авиационная дивизия — генерал-майор А. В. Борман (с 18 мая 1943 года — полковник И. М. Дзусов):

16-й гвардейский истребительный авиационный полк (P-39 Airacobra) (с 9.04.43),
42-й гвардейский истребительный авиационный полк (Як-7),
45-й истребительный авиационный полк (P-39 Airacobra, P-40Е KittyHawk),
57-й гвардейский истребительный авиационный полк (Spitfire Mk V) (переброшен 25 апреля 1943 года из Баку).
- 8-я гвардейская истребительная авиационная дивизия — генерал-майор Д. П. Галунов:

41-й гвардейский истребительный авиационный полк (Ла-5) (с 12.05.43, участие в боях нет данных)
40-й гвардейский истребительный авиационный полк (Ла-5) (с 24.02.43 в 8-й гиад не числиться)
88-й гвардейский истребительный авиационный полк (Ла-5) (с 11.03.43 в 8-й гвардейской иад не числиться)
927.истребительный авиационный полк (с 6.06.43)
- 229-я истребительная авиационная дивизия (с 25.05.43) - генерал-майор М. Н. Волков:

88-й истребительный авиационный полк (ЛаГГ-3),
249-й истребительный авиационный полк (ЛаГГ-3),
790-й истребительный авиационный полк (ЛаГГ-3),
926-й истребительный авиационный полк (ЛаГГ-3).
- 230-я штурмовая авиационная дивизия — полковник С. Г. Гетьман:

7-й гвардейский штурмовой авиационный полк (Ил-2),
43-й гвардейский штурмовой авиационный полк (Ил-2),
103-й штурмовой авиационный полк (Ил-2),
210-й штурмовой авиационный полк (Ил-2),
979-й истребительный авиационный полк (ЛаГГ-3).
- 218-я ночная бомбардировочная авиационная дивизия — генерал-майор Д. Д. Попов:

46-й гвардейский ночной бомбардировочный авиационный полк (По-2),
650-й ночной легкобомбардировочный авиационный полк (Р-5),
889-й ночной легкобомбардировочный авиационный полк (По-2).
- 219-я бомбардировочная авиационная дивизия — полковник П. Н. Анисимов:

244-й бомбардировочный авиационный полк (A-20 Boston),
277-й бомбардировочный авиационный полк (A-20 Boston),
859-й ближнебомбардировочный авиационный полк (A-20 Boston),
298-й истребительный авиационный полк (Р-39 «Аэрокобра»).
- 5-я воздушная армия — генерал-лейтенант С. К. Горюнов (24 апреля 1943 года управление армии переведено в Степной военный округ, авиационные части переданы 4-й воздушной армии[22])[23]:

- 236-я истребительная авиационная дивизия — полковник В. Я. Кудряшов:

267-й истребительный авиационный полк (ЛаГГ-3),
269-й истребительный авиационный полк (ЛаГГ-3),
611-й истребительный авиационный полк (Як-1Б),
975-й истребительный авиационный полк (Як-1Б).
- 295-я истребительная авиационная дивизия — полковник Н. Ф. Баланов:

31-й истребительный авиационный полк (Ла-5).
116-й истребительный авиационный полк (Ла-5),
164-й истребительный авиационный полк (Ла-5)
- 287-я истребительная авиационная дивизия — генерал-майор С. П. Данилов (прибыла из резерва Ставки в оперативное подчинение 5-й воздушной армии 17 апреля 1943 года):

4-й истребительный авиационный полк (Як-1),
148-й истребительный авиационный полк (Як-1),
293-й истребительный авиационный полк (Як-1),
- 132-я бомбардировочная авиационная дивизия — генерал-майор И. Л. Фёдоров:

63-й бомбардировочный авиационный полк (DB-7 Boston),
367-й бомбардировочный авиационный полк (Ар-2).
- ВВС Черноморского флота — генерал-майор В. В. Ермаченков[25]:

- 4-я истребительная авиационная дивизия ВВС ВМФ — полковник А. З. Душин:

25-й истребительный авиационный полк ВВС ВМФ (ЛаГГ-3),
62-й истребительный авиационный полк ВВС ВМФ (ЛаГГ-3, P-40Е Kittyhawk).
- 63-я тяжелобомбардировочная авиабригада дальнего действия ВВС ВМФ — полковник Н. А. Токарев:

40-й бомбардировочный авиационный полк ВВС ВМФ (Пе-2),
36-й минно-торпедный авиационный полк ВВС ВМФ (DB-7 Boston).
- 11-я штурмовая авиационная бригада ВВС ВМФ — подполковник А. А. Губрий:

6-й гвардейский истребительный авиационный полк ВВС ВМФ (Як-1),
8-й гвардейский штурмовой авиационный полк ВВС ВМФ (Ил-2),
9-й истребительный авиационный полк ВВС ВМФ (Як-1),
47-й штурмовой авиационный полк ВВС ВМФ (Ил-2).
Во второй половине апреля из резерва Ставки ВГК на Северо-Кавказский фронт были выделены отдельная истребительная авиационная дивизия и три авиационных корпуса. К 20 апреля из состава этих авиасоединений прибыло на Кубань 300 самолётов, переброска остальных сил (до 200 самолётов) и последовательный их ввод в бой происходили в конце апреля — начале мая 1943 года.
- Соединения резерва Ставки, переброшенные в состав ВВС фронта к 20 апреля 1943 года[1]:

- 3-й истребительный авиационный корпус — генерал-лейтенант Е. Я. Савицкий:

- 265-я истребительная авиационная дивизия — полковник П. Т. Коробков:

291-й истребительный авиационный полк (Як-1Б),
402-й истребительный авиационный полк (Як-1Б),
812-й истребительный авиационный полк (Як-1Б).
- 278-я истребительная авиационная дивизия — полковник В. Т. Лисин:

15-й истребительный авиационный полк (Як-7),
43-й истребительный авиационный полк (Як-7),
274-й истребительный авиационный полк (Як-7).
- 2-й бомбардировочный авиационный корпус — генерал-майор В. А. Ушаков:

- 223-я бомбардировочная авиационная дивизия — полковник Л. Н. Юзеев:

723-й ближнебомбардировочный авиационный полк (Пе-2),
99-й бомбардировочный авиационный полк (Пе-2).
- 285-я бомбардировочная авиационная дивизия — полковник В. А. Сандалов:

35-й гвардейский бомбардировочный авиационный полк (Пе-2),
205-й скоростной бомбардировочный авиационный полк (Пе-2).
- 2-й смешанный авиационный корпус — генерал-майор И. Т. Еременко:

- 201-я истребительная авиационная дивизия — подполковник А. П. Жуков:

13-й истребительный авиационный полк ВВС РККА (Ла-5),
236-й истребительный авиационный полк (Як-1Б),
437-й истребительный авиационный полк (Ла-5).
- 235-я истребительная авиационная дивизия — генерал-майор И. А. Лакеев:

3-й гвардейский истребительный авиационный полк (Ла-5),
181-й истребительный авиационный полк (Ла-5),
239-й истребительный авиационный полк (Ла-5).
- 214-я штурмовая авиационная дивизия — полковник С. У. Рубанов:

618-й штурмовой авиационный полк (Ил-2),
622-й штурмовой авиационный полк (Ил-2),
502-й штурмовой авиационный полк (Ил-2).
- 6-й авиационный корпус дальнего действия (сформирован в мае 1943 года) — генерал-майор Г. Н. Тупиков:

- 62-я авиационная дивизия дальнего действия — полковник Г. С. Счетчиков:

11-й гвардейский авиационный полк дальнего действия (Ли-2ВВ),
4-й гвардейский авиационный полк дальнего действия (Ли-2ВВ),
339-й авиационный полк дальнего действия (Ли-2ВВ).
- 50-я авиационная дивизия дальнего действия — полковник С. С. Лебедев:

5-й гвардейский авиационный полк дальнего действия (Ил-4),
21-й авиационный полк дальнего действия (Ил-4).

### Германия

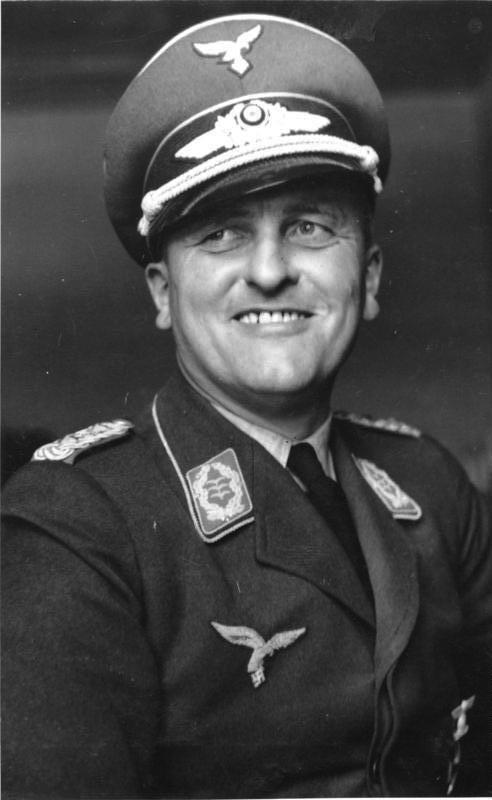
Командующий 1-м авиационным корпусом люфтваффе генерал (в форме полковника) Г. Кортен

Основные силы люфтваффе базировались на стационарных аэродромах Крыма и Анапы. Также на Тамани базировались по одной истребительной эскадрилье ВВС Румынии, Хорватии, Словакии, входивших в состав немецких авиагрупп. Помимо того, с аэродромов Донбасса и юга Украины действовали бомбардировочные эскадры, совершавшие налёты на Кубань, на пределе своего радиуса действия.
В разделе приведена расстановка сил немецкой авиации, участвовавших в боевых действиях на Кубани с 1 апреля по 10 июня 1943 года:
4-й воздушный флот (штаб в Днепропетровске)— генерал-фельдмаршал В. фон Рихтгофен.
- 1-й авиационный корпус (штаб в Симферополе) — генерал Г. Кортен:

- 3-я истребительная эскадра «Удет» (JG3) — полковник В. Д. Вилькке, в составе штаба и двух авиагрупп:

Stab/JG3 (Bf.109G),
II./JG3 (Bf.109G),
III./JG3 (Bf.109G).
- 52-я истребительная эскадра (JG52) — полковник Д. Храбак, в полном составе:

Stab/JG52 (Bf.109G)
I./JG52 (Bf.109G),
II./JG52 (Bf.109G),
III./JG52 (Bf.109G),
13.(Slow)/JG 52 (Bf.109G),
15.(Kroat)/JG 52 (Bf.109G).
- 4-я авиагруппа 1-й эскадры двухмоторных истребителей (IV./ZG1):

IV./ZG1 (Bf 110 G).
- 3-я авиагруппа 4-й бомбардировочной эскадры «Генерал Вефер» (III./KG4):

III./KG4 (He 111 H).
- 51-я бомбардировочная эскадра «Эдельвейс» (KG51) — майор Э. фон Франкенберг унд Пёшлиц, в составе трёх авиагрупп:

I./KG51 (Ju 88A-4),
II./KG51 (Ju 88A-4),
III./KG51 (Ju 88A-4).
- 55-я бомбардировочная эскадра «Гриф» (KG55) — подполковник Э. Кюхль, в составе двух авиагрупп:

I./KG55 (He 111 H),
II./KG55 (He 111 H).
- 2-я эскадра пикирующих бомбардировщиков «Иммельманн» (St.G.2) — полковник Э. Купфер, в составе трёх авиагрупп (в мае 1943 года передислоцирована в Харьков):

I./St.G.2 (Ju 87D),
II./St.G.2 (Ju 87D),
III./St.G.2 (Ju 87D).
- 1-я авиагруппа 3-й эскадры пикирующих бомбардировщиков (I./St.G.3):

I./St.G.3 (Ju 87D).
- 3-я авиагруппа 77-й эскадры пикирующих бомбардировщиков (III./St.G.77):

III./St.G.77 (Ju 87D).
- 2-я авиагруппа 1-й штурмовой эскадры (II./Sch.G.1):

II./Sch.G.1 (Fw 190 A-5).
- 4-й воздушный корпус (штаб в Сталино) — генерал-лейтенант К. Пфлюгбейль:

- 27-я бомбардировочная эскадра «Бёльке» (KG27) — полковник Г-Г. фон Бест, в составе двух авиагрупп:

I./KG27 (He 111 H),
III./KG27 (He 111 H).
- 1-я авиагруппа 100-й бомбардировочной эскадры (I./KG100):

I./KG100 (He 111 H).
- 8-й воздушный корпус (штаб в Полтава) — генерал Г. Зейдеман:

- 5-я транспортная группа (KGrzbV5) (He 111 H),
- 500-я транспортная группа (KGrzbV500) (Ju 52),
- 9-я транспортная группа (KGrzbV9) (Ju 52),
- 50-я транспортная группа (KGrzbV50) (Ju 52),
- 102-я транспортная группа (KGrzbV102) (Ju 52).

- 1-й зенитный корпус — генерал-полковник О. Десслох:

- 9-я зенитная дивизия
- 15-я зенитная дивизия

## Вооружение сторон

### СССР

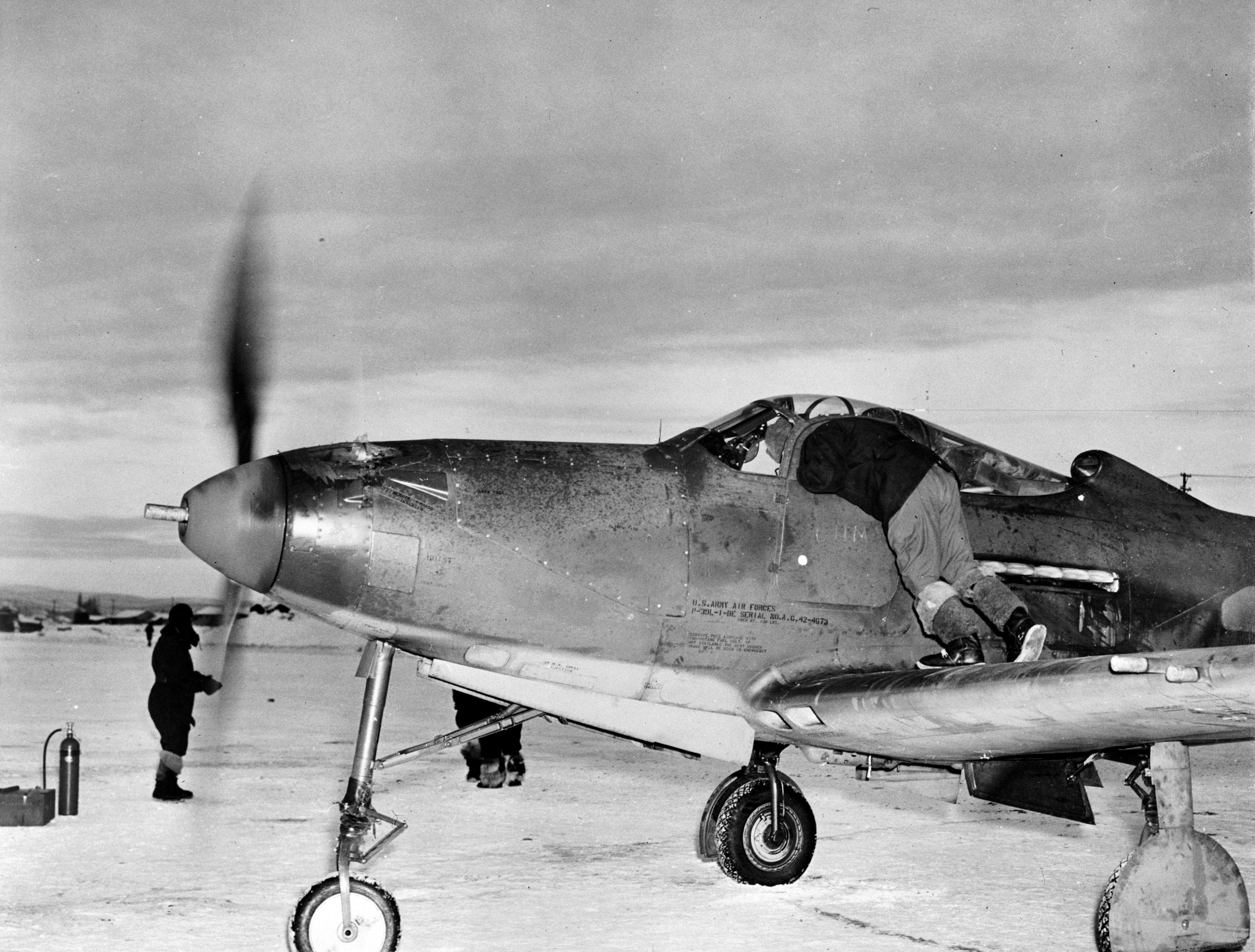
Поставляемые по ленд-лизу американские истребители P-39 Airacobra составляли незначительную часть советских истребителей в небе Кубани.

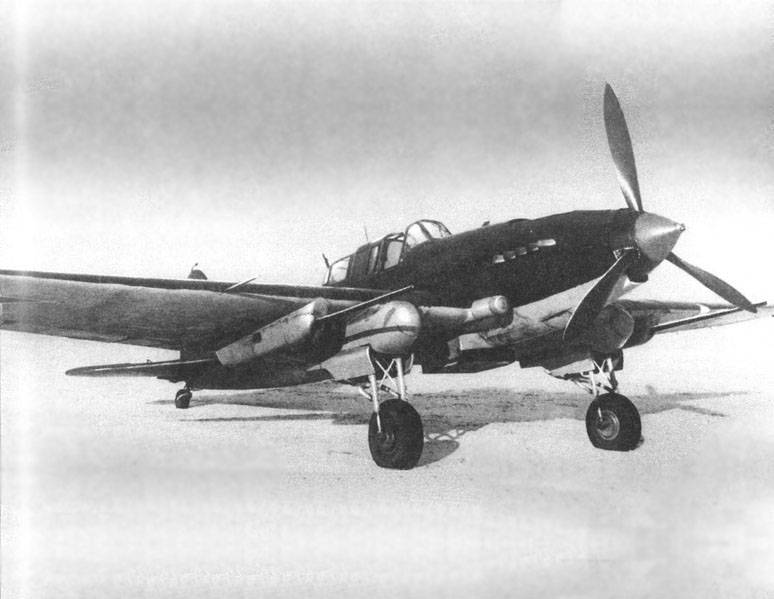
Штурмовики Ил-2 являлись главной ударной силой при воздушной поддержке наступающих советских войск

К весне 1943 года советская авиация практически оправилась от разгрома, понесённого в начальный период войны. В ходе зимней кампании 1942—43 гг. ей удалось завоевать оперативное господство в воздухе на сталинградском направлении. Произошло это как за счёт количественного превосходства, так и качественного уравнивания в вооружении. Удельный вес новых типов самолётов постоянно повышался: в истребительной авиации он был полностью обновлён, в бомбардировочной составлял более 65 %. В боях над Кубанью массово применялись уже последние разработки ведущих советских конструкторов. Также необходимо учесть, что мощь советской авиационной группировки значительно ослаблялась различной подчиненностью и несогласованностью действий входящих в её состав сил.
Истребительные авиационные части ВВС Северо-Кавказского фронта были укомплектованы истребителями как советского производства, так и поступающими по ленд-лизу. Советские самолёты, составлявшие свыше 80 % от списочной численности, были представлены следующими типами: ЛаГГ-3, Ла-5, Як-1Б, Як-7, иностранного производства — P-39 Аэрокобра, Спитфайр Mk. V и Кёртис P-40Е Киттихоук.
Участвующие в кубанских боях ЛаГГ-3 значительно уступали основным истребителям противника в манёвренности и вооружении. Созданный путём глубокой модернизации ЛаГГ-3, истребитель Ла-5 незначительно уступал противнику в скорости и вооружении, имея небольшое преимущество на виражах. Як-1Б — являлся усовершенствованным вариантом истребителя Як-1, лучшего советского истребителя начального периода войны. Як-7 — боевой истребитель, разработанный на основе учебно-тренировочного самолёта. По лётным характеристикам и вооружению не уступал Як-1, а по пилотажным качествам превосходил его. Эксплуатация истребителей «Як» в боевых условиях показала, что они способны практически на равных противостоять истребителям противника, слегка уступая им в манёвренности.
Общими недостатками было отсутствие качественной радиосвязи (как правило приёмопередатчиками комплектовались только командирские самолёты, а приёмные станции на строевые машины начали массово устанавливаться с весны 1943 года) и низкая культура изготовления, приводившая к многочисленным дефектам и авариям.
Самым массовым истребителем иностранного производства, принимавшем участие в кубанских воздушных боях, была американская «Аэрокобра». От советских истребителей «Кобры» отличались более мощным оружием, живучестью, манёвренностью и хорошей управляемостью, уступая им, однако, в способности выдерживать большие перегрузки и выполнять резкие манёвры. Несомненным достоинством стало наличие качественных приёмопередающих радиостанций.
Р-40 «Киттихоук» к весне 1943 года уже не устраивал советских лётчиков, так как существенно уступал «кобрам», «Якам» или «Ла». Поэтому во фронтовых авиачастях ВВС Северо-Кавказского фронта происходила постепенная замена этих истребителей на более современные. Британские «Спитфайр» Мк. VB, поступившие на Кубань после годичной эксплуатации в рядах Королевских ВВС на Ближнем Востоке, по лётным характеристикам уступали новым немецким истребителям. К тому же их часто путали в воздухе с «Мессершмиттами», что приводило к потерям по причине «дружественного огня», как со стороны наземных войск, так и авиации.
Во фронтовых бомбардировочных и штурмовых частях, действующих над Кубанью, применялись Пе-2, Ил-2 и DB-7 Boston. К весне 1943 года Пе-2 являлся самым массовым советским бомбардировщиком, отличался удобством в пилотировании, маневренностью, мощным вооружением и живучестью. Наравне с Пе-2 использовались американские «Бостоны», стоявшие на вооружении авиационных частей ВВС Северо-Кавказского фронта и Черноморского флота, действующие в качестве многоцелевого самолёта, выполнявшего разнообразные функции — дневного и ночного бомбардировщика, разведчика, торпедоносца и минного заградителя. Выделялся хорошей маневренностью, повышенной бомбовой нагрузкой, простотой в управлении, был послушен и устойчив на виражах, к недостаткам относилось слабое оборонительное вооружение.
Для непосредственной поддержки наземных сил применялся Ил-2, сочетавший хорошее бронирование с мощным вооружением. Начиная с конца 1942 года происходила массовая замена одноместной модели самолёта на двухместную, обеспечивающую защиту от атак истребителей противника с задней полусферы. В результате дополнительной нагрузки манёвренность и прочие лётные характеристики Ил-2 значительно ухудшились.
Помимо фронтовых (тактических) бомбардировщиков, на Кубани оперировали бомбардировщики советской дальней авиации — Ил-4 и Ли2ВВ, применявшиеся для ночных авиаударов. Ночью действовали и лёгкие бипланы По-2 и Р-5, совершавшие «беспокоящие налёты» в прифронтовой зоне. Бомбардировщики данных типов практически не использовались в дневное время, избегая противодействия со стороны истребителей противника.

### Германия

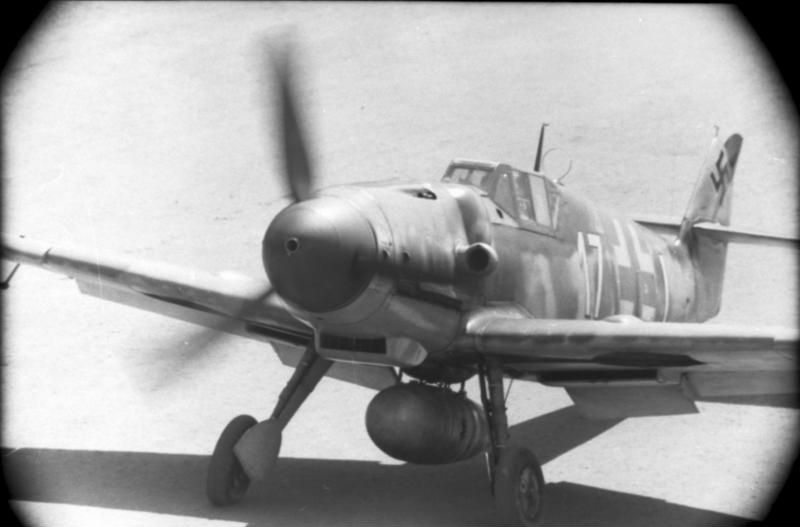
Немецкий истребитель Messerschmitt Bf.109 — основной истребитель люфтваффе

Зима 1942/43 гг. стала началом кризиса немецкой авиации, люфтваффе были вынуждены вести боевые действия на нескольких удалённых театрах военных действий, что в условиях крайне ограниченных ресурсов приводило к распылению сил и средств. Нередкой была ситуация, когда авиагруппы одной воздушной эскадры одновременно воевали за тысячу километров друг от друга. Более того, постоянно усиливающиеся налёты союзной авиации на рейх вынуждали выделять на противовоздушную оборону значительные силы истребительной авиации. Так, на 31 марта 1943 года, около 60 % численности дневных истребителей было сосредоточено на Западном фронте.
Производство перестало покрывать возросший уровень потерь, что привело к снижению числа самолётов в боевых частях первой линии. Ряд неудач при принятии на вооружение новых типов самолётов и необходимость наращивания производства вынудило немецкое командование продолжить выпуск существующих типов техники, проводя незначительную их модернизацию. В результате, к весне 1943 года до 25 % численности боевых частей составляли самолёты морально устаревших типов.
Подразделения истребителей люфтваффе, оперирующих над Кубанью, были вооружены истребителями Мессершмитт Bf.109 новейших модификаций G-2 и G-4. К его достоинствам относились мощное вооружение, повышенная живучесть и оснащённость приёмопередающими радиостанциями (впрочем, для немецких самолётов это было обычной практикой). Однако дополнительное оборудование и вооружение увеличили вес и ухудшили маневренность самолёта, а увеличение скорости (достигнутое установкой более мощного двигателя) обернулось ухудшением общей управляемости машины. Тем не менее, Ме-109G являлся высшей точкой в технологическом развитии модели и в целом превосходил истребители противников. Двухмоторные самолёты Мессершмитт Bf-110G в качестве истребителя практически не использовались, и применялись для ведения разведки, ударов по наземным целям и перехватов ночных бомбардировщиков.

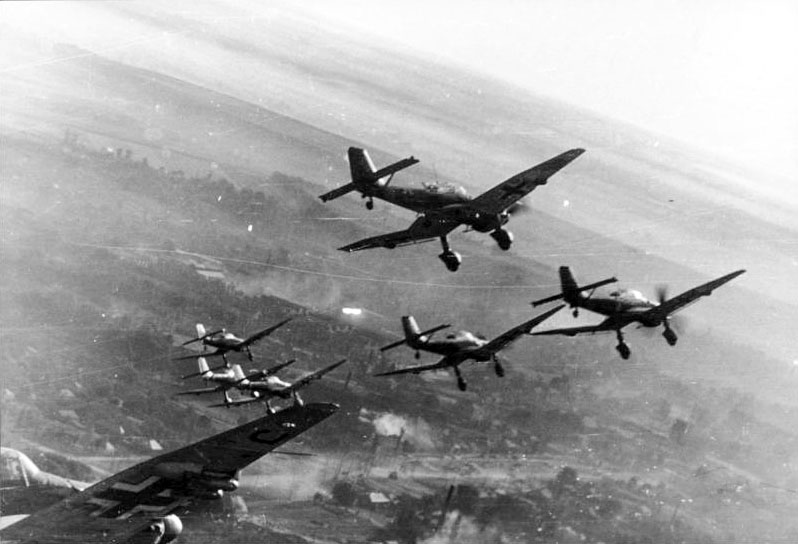
Уже через месяц боёв на Кубани, ввиду потери превосходства в воздухе, пикирующие бомбардировщики Юнкерс Ju 87D начали отводиться с линии фронта

В советской исторической литературе и мемуарах часто упоминается группа асов, которая использовала истребители Фокке-Вульф Fw 190. Однако, согласно немецким данным, II./SchG1, вооружённая Fw 190 А-5, предназначалась для оказания непосредственной поддержки наземных войск и использовала штурмовую модификацию данного самолёта. Она отличалась усиленным бронированием, заметно утяжелившим машину, в результате чего Fw 190 А-5 значительно уступал новым советским истребителям в манёвренности. Однако мощное вооружение обеспечивало высокую вероятность поражения противника с первого захода, что делало его опасным противником.
Основной ударной силой 4-го воздушного флота являлись подразделения пикирующих бомбардировщиков Юнкерс Ju 87D. Несмотря на низкую скорость, недостаточную манёвренность и посредственную аэродинамику, самолёт был одним из самых эффективных видов оружия люфтваффе против наземных объектов, благодаря способности к точному бомбометанию с пикирования. Однако, ввиду данных характеристик, а также слабого оборонительного вооружения, не мог противостоять современным истребителям.
Костяк бомбардировочной авиации люфтваффе составляли самолёты Хейнкель He 111 Н-11 и Юнкерс Ju 88 A-4. Обе модели отличались удобством в пилотировании, маневренностью, сильным оборонительным вооружением, повышенной бомбовой нагрузкой и живучестью, однако к тому времени перестали отвечать требованиям, предъявляемым в ходе боевых действий.

## Ход сражений
Всего над Кубанью произошло три крупных воздушных сражения. По количеству воздушных боев и участвовавших в них самолётов на узком участке фронта они были первыми с начала боевых действий на советско—германском фронте. В советской историографии первым днём воздушного сражения принято считать 17 апреля 1943 года, однако в действительности ожесточённые воздушные бои начались с 15 апреля, в ходе которых люфтваффе совершало свыше 1500 вылетов в день, сорвав запланированное наступление Северо-Кавказского фронта. Лишь после этого советскому командованию стало очевидным, что без завоевания господства в воздухе рассчитывать на успех дальнейшего наступления войск фронта невозможно. Было принято решение усилить авиационную группировку и, добившись перелома в борьбе с вражеской авиацией, продолжить наступление с целью ликвидации кубанского плацдарма.

### Сражения в районе Мысхако
Первое крупное воздушное сражение произошло в период с 17 по 24 апреля в ходе ожесточённых боёв на плацдарме в районе Мысхако, на «Малой земле», где немецкие войска пытались уничтожить десантную группу войск 18-й армии. Инициатива начала сражения оказалась за немецким командованием. Немецкие войска, неожиданно для советского командования — опередив его в развёртывании, перешли в наступление против советского плацдарма у Новороссийска. Действия наступающих войск активно поддерживались силами пикирующих и горизонтальных бомбардировщиков, действующих волнами по 25—30 самолётов. Ввиду того, что боевые позиции противников находились слишком близко друг к другу, атаки с воздуха наносились по позициям тяжелой артиллерии на берегу Цемесской бухты. В крайне жестоких непрерывных боях наземные советские войска выдержали натиск врага: его продвижение за двое суток сражения составило всего 1 километр, а затем полностью прекратилось.
Однако в воздухе характер боя оказался иным: воздушная разведка не установила сосредоточение вражеской авиации и направление её главного удара. В то время, как с воздуха немецкое наступление поддерживали, по советским данным, около 450 бомбардировщиков и 200 истребителей, в этом районе советское командование могло им противопоставить не более 300 самолётов. Теоретически здесь могли действовать до 500 советских самолётов, в том числе до 100 бомбардировщиков, но основные аэродромы их базирования находились западнее и северо-восточнее Краснодара в 150—200 километрах от района сражения. Немецкие пикирующие бомбардировщики совершили в этот день свыше 500 вылетов, общее же число вылетов люфтваффе за этот день — 1560, тогда как противостоявшая им советская авиация смогла выполнить только 538. Используя этот фактор и численное превосходство, немецкая авиация захватила на этом участке фронта инициативу в воздухе. В качестве ответных мер командование Северо-Кавказского фронта перенаправляет основные силы 4-й и 5-й воздушных армий на помощь войскам, действующим в районе Новороссийска.
18 и 19 апреля — в районе Мысхако воздушные бои проходили с переменным успехом. Помимо основных сил ВВС Северо-Кавказского фронта, к действиям на данном участке были привлечены части перебрасываемых авиакорпусов Ставки. Так, 13-й истребительный полк 201-й истребительной дивизии был введён в бой уже через несколько часов после прибытия в район боевых действий. Авиация противника базировалась на аэродромах, расположенных всего в 40—50 километрах от Новороссийска, тогда как советские истребители располагались на гораздо большем удалении. К тому же, на маршруте следования находились отроги Главного Кавказского хребта, поэтому при высокой облачности перелёты через него были невозможны. Поэтому, для оперативного реагирования на налёты авиации противника, на полевых аэродромах в районе Геленджика была развёрнута «Геленджикская авиационная группа» генерал-майора В. И. Изотова, насчитывающая около ста истребителей. Это дало возможность за счёт сокращения подлётного времени резко увеличить многократное использование самолётов над полем боя. Главной задачей на данный момент стала борьба с бомбардировщиками противника. Советские лётчики наносили вражеской авиации значительные потери, снижая эффективность её ударов, но воспрепятствовать этим ударам не могли. Тем не менее, интенсивность вылетов пикирующих бомбардировщиков начала снижаться — с 500 до 290.
20 апреля — над плацдармом продолжались столкновения с использованием крупных сил с обеих сторон. Массированными действиями советская авиация сковала наступление противника, заставив его авиацию снизить свою активность. В течение дня более сотни бомбардировщиков дважды наносили массированный удар по боевым порядкам пехоты и артиллерии противника перед фронтом десантной группы, что привело к тяжёлым потерям и заставило немецкое командование провести перегруппировку своих сил. В качестве ответной меры две авиагруппы Ju 87D совершили ночной налёт на штаб 18-й армии, расположенный в небольшом селении Марьина Роща, южнее Кабардинки. Ввиду обозначившегося превосходства советской авиации, эскадры пикирующих бомбардировщиков перешли на действия в ночное время суток, совершив за день 165 вылетов. 21 — 23 апреля — мощь ударов советской авиации по врагу ещё более возросла за счёт продолжавшегося увеличения вводимых в действие сил трёх авиакорпусов РГК. К 23 апреля от этих корпусов участвовало в боевых действиях уже около 300 самолётов, что позволило окончательно изменить общее соотношение сил по авиации в районе Мысхако в пользу ВВС РККА. В этот день количество самолёто-пролётов немецких ВВС сократилось вдвое. Важнейшая задача, поставленная перед авиацией — воспрепятствовать организованным ударам бомбардировщиков по боевым порядкам десантных войск — была выполнена. Это отмечал в своём приказе Военный совет Северо-Кавказского фронта: 
«Начиная с 20 апреля в течение трёх дней над участком десантной группы происходили непрерывные воздушные бои, в результате которых авиация противника, понеся исключительно большие потери, вынуждена была уйти с поля боя. Господство в воздухе перешло в наши руки. Этим определилась и дальнейшая наземная обстановка»
.
После 23 апреля немецкие сухопутные войска вынуждены были прекратить наступление и отойти в исходное положение, а их истребители перешли к оборонительным действиям. В первом сражении советское командование оценило потери противника в 182 самолёта, а потери своей авиации — менее 100 самолётов.
Первое воздушное сражение показало, что несмотря на общее превосходство в силах, советская авиация не владела инициативой в воздухе. Наличие четырёх командных структур лишало возможности быстрого манёвра силами и средствами, препятствовало переброске самолётов на «чужие» аэродромы, мешало взаимодействию, ослабляло мощь находящихся в воздухе группировок. Поэтому все части 5-й воздушной армии 24 апреля были переданы в состав 4-й воздушной армии, а штаб 5-й воздушной армии убыл в резерв Ставки. Кроме того, для централизованного управления значительными силами авиации в апреле был создан штаб ВВС Северо-Кавказского фронта во главе с К. А. Вершининым (занимался исключительно вопросами оперативного управления), а в непосредственной близости от зоны боёв, в районе Абинской организован вспомогательный пункт управления авиацией.
Второй проблемой оказалось грамотное расположение немецких аэродромов на ключевых направлениях возможных боёв. Поэтому срочно была начата операция нанесения ударов по основным прифронтовым вражеским аэродромам силами 30—40 бомбардировщиков каждую ночь. Силами авиации дальнего действия были нанесены массированные удары по крымским аэродромам Саки и Сарабуз, где базировались части двух бомбардировочных эскадр люфтваффе с целью их нейтрализации. В результате этих налётов, по советским данным, уничтожено 170 самолётов. Всего по оценкам советской разведки считается, что в течение 17-29 апреля на аэродромах уничтожено и повреждено около 260 самолётов противника. Немецкие источники не подтверждают такое количество потерь, однако признают высокую эффективность действий советской авиации. Со многих аэродромов авиация была оттянута в глубину, была также усилена противовоздушная оборона.
Для решения третьей проблемы — скорейшего освоения молодыми лётчиками тактических приёмов и опыта боев, советское командование организовало широкий комплекс мер: непрерывное обобщение опыта боев, принятие новых тактических рекомендаций за подписью Вершинина и их немедленная рассылка в части, популяризация опыта лучших авиационных частей, проведение лётных конференций и показных занятий лучшими лётчиками. Лётчики постоянно нацеливались на введение эшелонированного боевого порядка, преобладание действий на больших высотах, действия парами, максимальное использование в воздушных боях вертикального манёвра. Более того, довольно часто внедряемые принципы построений и ведения воздушного боя вступали в противоречие с применяемой советской истребительной авиацией пассивной тактикой, нацеленной на патрулирование определённых районов с целью прикрытия советских наземных войск.

### Сражения в районе станицы Крымская
С 28 апреля развернулись крупные воздушные сражения в районе станицы Крымская, которые продолжались с небольшими перерывами вплоть до 10 мая. Немецкое командование попыталось действиями авиации сорвать советское наступление в районе Крымской, запланированное на 29 апреля.
28 апреля — активность немецкой авиации резко возросла накануне перехода 56-й армии в наступление. С утра 28 апреля немецкие бомбардировщики группами по 10—15 самолётов пытались сбросить бомбы на боевые порядки советских войск. За день противник совершил 850 самолёто-налётов. Советские истребители для отражения воздушного противника произвели 310 самолёто-вылетов и сбили в воздушных боях 25 вражеских самолётов, потеряв 18 своих. С этого дня над станицей Крымская началось воздушное сражение, которое с небольшими перерывами продолжалось в течение многих дней.
Ночь на 29 апреля — советская авиация провела ответную операцию по подавлению вражеской обороны в полосе будущего наступления. Было выполнено 379 вылетов, сброшено 210 тонн бомб, создано 160 очагов пожаров и 25 взрывов большой силы, при этом не потерян ни один самолёт.
29 апреля — наступлению войск 56-й армии предшествовала 40-минутная авиационная подготовка, которая переросла затем в авиационную поддержку. В течение трёх часов над полем боя действовало 144 бомбардировщика, 82 штурмовика и 265 истребителей. В течение суток советские лётчики произвели 1308 самолёто-вылетов, из них ночью 379. В 50 воздушных боях они уничтожили 74 вражеских самолёта, зенитным огнём сбито ещё 7 самолётов. Со стороны противника было отмечено около 700 самолёто-пролётов, инициатива в воздухе перешла в руки советской авиации. В боевом донесении штаба Северо-Кавказского фронта в Генеральный штаб так оценивались результаты действий авиации за 29 апреля: 
«ВВС фронта, добившись превосходства в воздухе, ночью и днём уничтожали живую силу и артиллерию противника, прикрывали наши части в полосе 56-й армии. В течение дня вели ожесточённые непрерывные воздушные бои»
С 1 по 10 мая советская авиация непрерывно наращивала удары по укреплениям и скоплениям пехоты противника. Результат не замедлил сказаться: в течение 3 мая и в ночь на 4 мая войска 56-й армии полностью освободили станицу Крымская, к 6 мая с упорными боями продвинулись на глубину до 10 километров.
Тактика советской авиации в этом сражении носила ярко выраженный наступательный характер. Над полем боя обычно первыми появлялись 3-4 пары истребителей для выяснения воздушной обстановки и передачи информации о ней на главную радиостанцию наведения, за ними через 10—15 минут подходили более крупные группы истребителей, которые отгоняли патрулирующие вражеские истребители или связывали их боем. Только затем над целью появлялись группы бомбардировщиков и штурмовиков в сопровождении истребителей, которые атаковывали цель с нескольких заходов. Такое взаимодействие резко снижало потери от истребителей противника даже при значительной насыщенности ими района боевых действий.
Бомбардировщики противника, пытавшиеся нанести удары по советским войскам, встречали активное противодействие советских истребителей и вынуждены были сбрасывать бомбы с высот не ниже 3000—5000 метров, как правило, с одного захода и в большинстве случаев неприцельно. На сравнительно узком участке фронта (25-30 километров) в день происходило до 40 воздушных боев, в ходе которых с обеих сторон одновременно участвовало 50-80 самолётов.
Всего за период с 29 апреля по 10 мая 4-я воздушная армия, ВВС Черноморского флота и авиация дальнего действия произвели 12 000 самолёто-вылетов, проведено 285 воздушных боев и уничтожено 368 самолётов врага.
После окончания боёв за Крымскую было решено окончательно централизовать управление советскими ВВС. Штаб ВВС фронта был упразднён, а командующий ВВС фронта генерал К. А. Вершинин вступил в командование 4-й воздушной армией. Ранее командовавший этой армией генерал Н. Ф. Науменко убыл на другой фронт.
В течение мая 1943 года обе стороны готовились к дальнейшим наземным боям. Сократилась и активность авиации, при этом производилось её пополнение после апрельских потерь. К 25 мая немецкая авиация располагала 700 самолётами, советская 4-я воздушная армия — 924 самолётами.

### Сражения в районе станиц Киевская и Молдаванская
Наступлением на станицы Киевская и Молдаванская войска Северо-Кавказского фронта начали бои по прорыву «Голубой линии» обороны противника.
26 мая — войска 56-й и 37-й армий перешли в наступление. Перед этим штурмовики поставили дымовую завесу на участке прорыва. Авиационная подготовка носила характер массированного удара, в котором участвовало 338 самолётов, в том числе 84 бомбардировщика, 104 штурмовика и 150 истребителей. За первые шесть часов боя советские войска продвинулись на участке прорыва на глубину 3—5 км, захватив первую и вторую позиции противника.
Для ликвидации угрозы завершения прорыва своей главной полосы обороны немецкое командование бросило в бой всю свою авиацию: во второй половине дня 26 мая противник нанёс по советским войскам массированный удар бомбардировщиками 4-го воздушного флота, которые были привлечены с аэродромов Крыма и юга Украины (до 600 самолётов). В течение трёх часов на участке прорыва было отмечено более 1500 самолёто-пролётов врага. Зенитная артиллерия фронта и истребители 4-й воздушной армии не смогли отразить этот массированный удар. Лётчикам Люфтваффе удалось временно захватить инициативу в воздухе в полосе главного удара Северо-Кавказского фронта. Это тяжело сказалось на положении советских сухопутных войск. Необходимо признать, что к такому повороту событий советское командование оказалось не готовым. Хотя в бой была брошена вся авиация, она совершала не более 1000 вылетов в сутки. Частым явлением стало связывание советских самолётов боем истребителями противника, что делало возможным прорыв к целям его бомбардировщиков. На земле наступавшие войска несли большие потери от действий авиации, что тут же сказалось на темпах наступления.
27 мая — Сохраняя господство в воздухе, в течение дня гитлеровская авиация совершила 2658 самолёто-пролётов. В воздухе и на земле для советских войск создалась сложная обстановка. Наступление и особенно манёвр советских войск на поле боя в дневное время затруднялись из-за непрерывных атак авиации противника большими группами по 50-100 самолётов.
В этих условиях Вершинин и Новиков жестко потребовали от истребительной авиации уничтожать немецкие бомбардировщики до их подхода к линии фронта. Сопровождение своих бомбардировщиков было сведено к минимуму, высвободившиеся машины переориентировались на патрулирование группами на путях подхода авиации противника, впервые создавались группы «свободных охотников». Экипажи бомбардировщиков и штурмовиков ориентировались на максимальное участие в бою с истребителями противника. Чтобы ослабить активность авиации противника, вновь были усилены ночные удары по аэродромам. За период с 25 мая по 7 июня по аэродромам было произведено 845 боевых вылетов. Всего в этом сражении советские лётчики совершили 10250 самолёто-вылетов, в 364 воздушных боях уничтожили 315 самолётов.
Непрерывные воздушные сражения продолжались вплоть до 7 июня.

## Ложные аэродромы
Во время воздушной битвы за Кубань с весны 1943 года советскими авиаторами во взаимодействии с наземными частями 4-й Воздушной армии (СССР) широко практиковалось массовое применение ложных аэродромов.
Их было построено 4-й ВА двадцать шесть. На них были установлены 160 макетов самолётов, 36 макетов автомашин, одиннадцать макетов складов. Немецкая авиация, принимая данные цели за истинные, бомбила их по нескольку раз. Ложный аэродром в станице Славянская был атакован немцами с воздуха 34 раза.
В станице Лабинская с апреля 1943 года базировался 102-й авиаполк дальнего действия (1-я ад дд) на Ли-2, который бомбил по ночам скопления немецкой техники и войск в районах оккупированных Верхнебаканской, Нижнебаканской, Темрюка, Васильевки, Киевской, Глебовки, Широкой Балки и порта Симеиз.
Для введения в заблуждение авиации противника был создан ложный аэродром рядом с настоящим под командованием лётчика лейтенанта Петра Томилина. Здесь выкладывали ночной старт, стоял освещённый по ночам макет самолёта Ли-2. Когда самолёты полка возвращались с бомбёжек на базу, они снижались к ложному аэродрому, но шли дальше него с потушенными огнями. Макет же самолёта автомашиной таскали по ВПП.
В одну из ночей ложный аэродром был обнаружен врагом и массированным ударом с воздуха «уничтожен». После этого полк некоторое время «мог передохнуть и спокойно работать, не опасаясь бомбёжки».
Командующим 4-й ВА, инициировавшим массовое сооружение ложных объектов, был генерал-лейтенант Константин Вершинин.

## Потери сторон

### Советские данные
В воздушных сражениях на Кубани (с 17 апреля по 7 июня) противник потерял свыше 1100 самолётов, из которых более 800 сбиты в воздушных боях (по советским данным). Немецкие историки отрицают значительность понесенных немецкой авиацией потерь, считая их обычными для боевых действий и во много раз меньше потерь советской авиации. В последние два десятилетия их повторяют и некоторые отечественные исследователи. Так, О. Каминский в статье «Мессершмитты над Кубанью» («Авиация и Время» № 5, 2005) утверждает, что в боях с 17 апреля по 7 июля было убито всего 24 немецких лётчика-истребителя, что соответствует потере примерно в 50 самолётов.
При этом такими авторами, как правило, не оспариваются немецкие сообщения о победах, согласно которым в сражении над Кубанью уничтожены в воздушных боях свыше 1000 советских самолётов и 300 самолётов сбито зенитным огнём. Таким образом, по донесениям обеих сторон было сбито больше самолётов, чем вражеская сторона имела в наличии, то есть говорить о достоверности сообщений о победах не приходится. Точные данные потерь сторон неизвестны.
В боях на кубанском плацдарме, и особенно во время боёв за станицу Крымская, советские лётчики проявили образцы героизма, мужества и отваги. 52 лётчикам было присвоено звание Героя Советского Союза. Командир истребительной авиационной эскадрильи 16-го гвардейского истребительного авиационного полка капитан Александр Покрышкин стал дважды Героем Советского Союза.

### Немецкие данные
По данным послевоенного отчёта управления разведки ВВС Великобритании, основанном на захваченных немецких документах:

В течение первой половины апреля <1943> немцы сосредоточили в Крыму мощные ударные силы — 550—600 самолётов.

<…>

Однако советская разведка, судя по всему, обнаружила сосредоточение немецкой авиации на крымских аэродромах, и советскому командованию удалось стянуть необходимые силы для отражения немецкой угрозы. Как следствие, немцы не смогли установить тактическое превосходство в воздухе. Советская же авиация ударами по немецким судам снабжения в Чёрном море и в Керченском проливе вынудила противника держать в Крыму значительные оборонительные силы, которые в условиях советского воздушного превосходства несли большие потери.

## Итоги сражения
За период с 17 апреля по 7 июня советская авиация произвела около 35 000 самолёто-вылетов, из них: 77 % — фронтовая авиация, 9 % — авиация дальнего действия и 14 % — авиация Черноморского флота. В результате в начале июня 1943 года советская авиация вновь вернула себе инициативу в воздухе. Накал воздушных сражений стал затихать. Обе стороны стали постепенно сокращать свои авиационные группировки на Кубани и перебрасывать авиацию к местам будущих главных сражений на центральном участке фронта. Задача уничтожения 17-й немецкой армии была отложена до осени.
В целом в результате сражений советская авиация достигла поставленной перед ней цели, что имело важное значение для завоевания стратегического господства в воздухе на всём советско-германском фронте летом 1943 года. Воздушные сражения на Кубани оцениваются в советской исторической науке положительно ввиду значительного подрыва воздушной мощи люфтваффе на всём советско-германском фронте.
По данным отчёта британской разведки:

Масштабы боевых действий в небе над Кубанью не следует недооценивать. <…> Советское давление на этом участке в течение мая вынуждало люфтваффе совершать в сутки в среднем около 400 вылетов. Поэтому немецкая авиация, несмотря на потребность в отдыхе, не могла себе позволить пренебречь боями над Кубанью. Эти усилия были настолько активны, что становилось невозможно осуществлять крупные операции где-либо ещё, и неудача попытки немцев ослабить давление противника на Новороссийск вынудила отложить реализацию других планов.

Военный совет Северо-Кавказского фронта в своём приказе от 21 июня 1943 года отмечал: 
«В результате воздушных сражений победа, бесспорно, осталась на нашей стороне. Противник не добился своей цели. Наша авиация не только успешно противодействовала врагу, но одновременно вынудила немцев прекратить воздушные бои и убрать свою авиацию»

## Значение сражений для советской авиации
Воздушные сражения на Кубани явились для советских лётчиков школой боевого мастерства, для командующих авиацией и командиров — школой совершенствования управления крупными силами авиации. Опыт этих сражений стал основной школой для подготовки лётчиков и авиационных штабов. Эффективность действий авиации достигалась:
- массированным применением авиации на главном направлении;
- постоянным дежурством авианаводчиков на переднем крае с использованием наземных радиостанций для управления истребителями в воздухе;
- наращиванием сил в ходе воздушного сражения;
- применением в воздушных боях вертикального манёвра;
- широким обменом боевым опытом в ходе конференций лётчиков-истребителей;
- применением новых боевых порядков (см. Кубанская этажерка) и тактических приёмов (Патрулирование маятником).